# Kumquat
Pour les articles homonymes, voir Fortunella.
Fortunella
Genre
Classification APG III (2009)
Fortunella est un genre historique d'agrumes dont les espèces sont généralement appelées kumquat, et dont la position exacte dans les classifications botaniques fait encore débat. Ce sont des arbres fruitiers de la famille des Rutaceae, originaires d'Extrême-Orient. Leurs fruits sont également dénommés kumquats. Les kumquats sont réputés peu caloriques et antioxydants.

## Étymologie
Le nom « kumquat » utilisé en anglais, allemand, italien (parfois cumquat dans cette langue) et espagnol avec la même orthographe, en portugais cunquate, vient du chinois cantonais gām-gwāt (en romanisation jyutping), soit en chinois : 金橘 et en pinyin : jīn jú, qui signifie littéralement 橘 (Jú) orange 金 (jīn) d'or.
Le portugais utilise aussi quincã du japonais キンカン (kinkan). Le japonais connait aussi le terme キンキツ (kin kitsu). Le chinois a de nombreux synonymes 山金橘、公孙橘、牛奶柑、长寿金柑、罗浮、金枣、金桔、金橘 (Shān jīn jú, gōngsūn jú, niúnǎi gān, chángshòu jīngān, luófú, jīn zǎo, jīn jú, jīn jú) : kumquat de montagne, orange Gongsun, orange lait, kumquat de longévité, luofu, datte dorée, kumquat.
Le japonais 丸い (marui) qui signifie « rond » donne marumi (kumquat rond, kumquat marumi, Fortunella japonica) et  長 (naga)  qui signifie « long » donne nagami (kumquat long ou ovale, Fortunella margarita).

## Histoire
Le kumquat pousse naturellement en Chine. On trouve toujours des plantes sauvages dans l'île de Nan'ao dans le Guangdong, au Yaxian, Dongfang, Qiongzhong, Chengmai dans les forêts montagneuses du Jianfengling entre 600 et 1 000 m d'altitude. Les variétés sauvages ont un style floral beaucoup plus long que celui des espèces cultivées et les cellules d'huile essentielle du péricarpe sont grandes et proéminentes. Le botaniste chinois Han Yen-Chich en donne une description en 1178. En 1646, le botaniste italien Ferrari, qui tient ses informations du portugais Semedus, le nomme Kin kiu.
En 1780 Thunberg nomme Citrus japonica le kumquat rond qu'il décrit dans Flora japonica (1784) et Loureiro, en 1790 dans Flora cochenchnensis, nomme Citrus margarita le kumquat ovale. D'après L. Trabut ce serait vers 1780 que le premier kumquat nagami a été introduit dans les jardins botaniques. Il indique en avoir commencé la culture vers 1715 et a introduit, depuis le Japon, le marumi « à petit fruit rond et le Oni-kinkan à fruit plus gros ». Selon lui Robert Fortune aurait été le premier introducteur du nagami en Europe en 1846, qu'il décrit comme une plante ornementale. Il cite Le Voyage horticole en Chine qui lui consacre une brève description (25  janvier 1848: « Je suis convaincu que si le Kumquat était plus connu parmi nous, il serait fort recherché pour l’ornementation horticole pendant les mois d’hiver. Il est beaucoup plus rustique qu’aucun autre de sa tribu »).
Swingle crée le genre Fortunella en 1915 et y place les kumquats. Burkill en 1931 et Mabberley en 1998 préconisent leur retour au sein du genre Citrus.

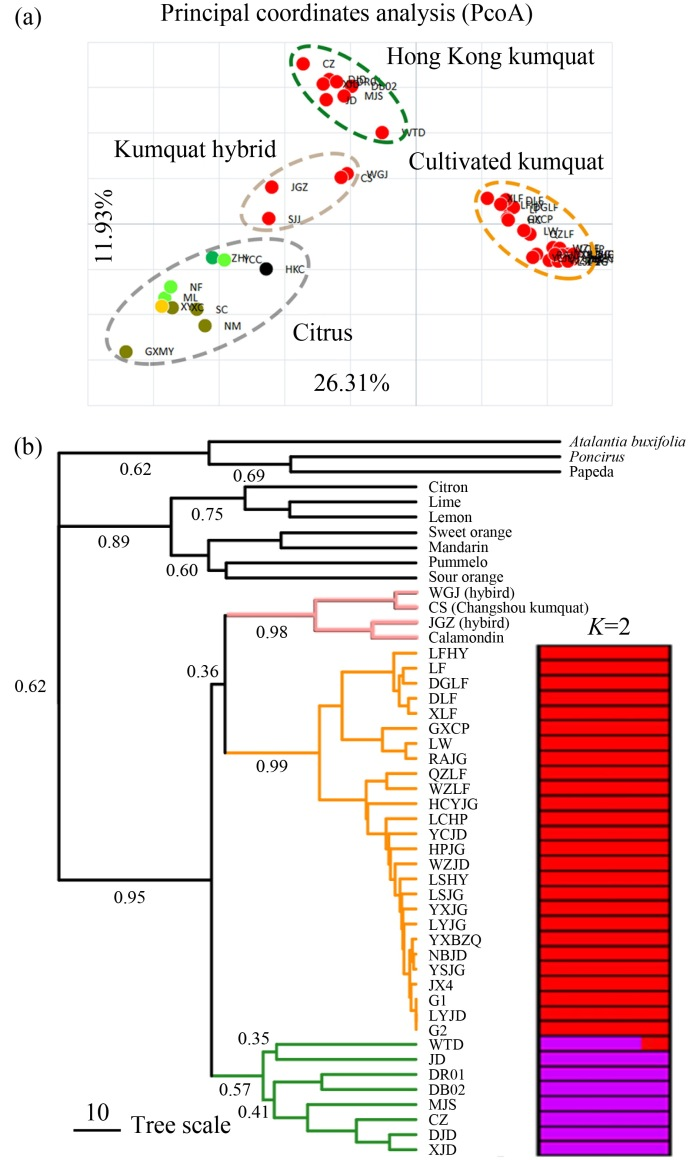
Structure génétique des 6 clades, en noir Atlantia buxifolia, jaune cédrat, vert clair lime, papeda et mandarine, vert foncé Poncirus, olive, orange douce, citron, pomelo, orange amère, en rouge Fortunella avec au-dessus les 3 populations de kumquat et hybrides (2022)

### Apport de la génétique

#### Phylogénie
L'analyse de locus des chloroplastes et des microsatellites nucléaires permettent de reconstituer (2022) une phylogénie indépendante de Fortunella dans le groupe des agrumes, et de diviser le genre en 2 populations: les kumquats cultivés Fortunella spp. (F. marguerita , F. crassifolia et F. japonica ); et le kumquat sauvage de Hong-Kong ( Fortunella hindsii ). Les premiers ont une diversité génomique faible qui résulterait d'une sélection anthropique. Fortunella est plus proche de Citrus que de Poncirus et le calamondin, le kumquat Changshou (F. obovata = Citrus obovata), les Wenguangju ornementaux et porte-greffe sont des hybrides avec parent femelle Fortunella .

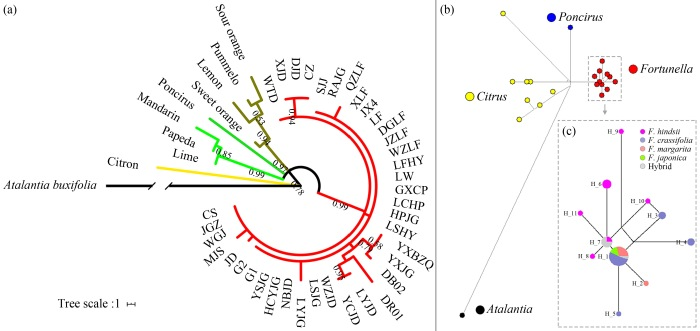
Arbre phylogénétique et réseau d'haplotypes de Fortunella basé sur cinq locus chloroplastiques (2022).

Les auteurs avancent l'hypothèse d'une origine géographique de Fortunella dans les montagnes littorales du nord de Hong Kong, dans les monts Nanling; la différenciation du genre Citrus il y a environ 5 à 6 millions d'années d'un Fortunella primitif aurait évolué en proto-groupes isolés sous l'action du froid et de la sécheresse. Une évolution adaptative est l'albédo épais riche en sucre et les métabolites secondaires qui protègent les graines du gel tandis qu'au sud un goulot d'étranglement a maintenu le phénotype de fruit primitif. La sélection due à l'agriculture  depuis le groupe du nord a donné le Luo Fu ou Nagami (F. margarita), le Jin Dan ou Meiwa (F. crassifolia) et Luo Wen ou Marumi (F. japonica).

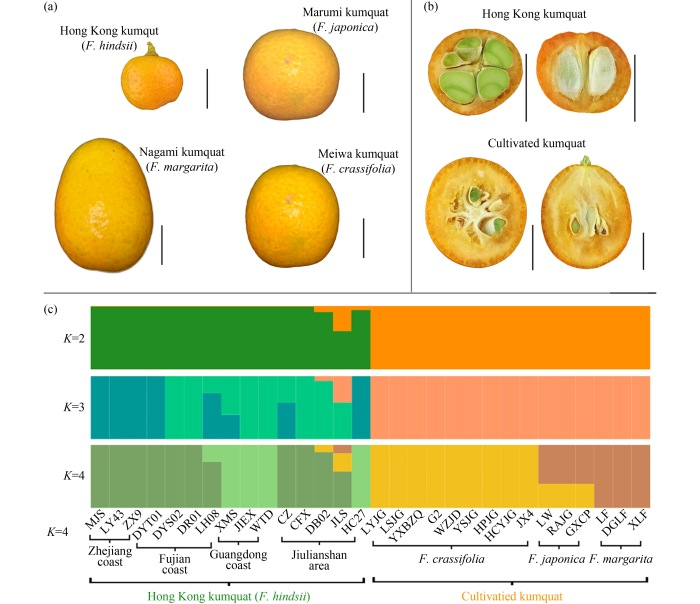
Phénotypes et structure de la population de Fortunella spp. kumquat sauvage de Hong Kong et des Fortunella cultivés (2022)

L'ancêtre de Fortunella a évolué en une lignée indépendante dans le sud de la Chine qui donne l'actuel F. hindsii qui, dans un climat moins sévère, maintient le phénotype primitif pendant la période glaciaire quaternaire, ce qui amène Chenqiao Zhu et al. (2023) à écrire que l'espèce Fortunella cultivée ne peut pas être directement domestiquée à partir de F. hindsii sauvage.

#### Taxonomie
En 2000, E. Nicolosi et al. dressent une phylogénie des genres Poncirus, Fortunella, Microcitrus et Eremocitrus qui conclut: « Fortunella est phylogénétiquement proche de Citrus tandis que les trois autres genres sont éloignés de Citrus et les uns des autres ». En 2008, Zhang et al fusionnent les genres Citrus et Fortunella en un seul. Après une longue période de discussions le statut systématique de Fortunella a donné lieu à une prise de position de l'Académie chinoise des Sciences (2022 - Pays d'origine de Fortunella où il existe toujours des spécimens sauvages) sur la base d'une analyse morphologique, palynologique et de biologique moléculaire. Fortunella est inclus comme espèce du genre Citrus aux côtés de F. venosa (Sclérostylis venosa Champ. ex Benth), F. hindsii (Sclerostylis hindsii Champ. ex Benth.) et F. japonica, espèces distinctes indépendantes. Fortunella, F. swinglei, F. margarita, F. bawangica deviennent des synonymes.

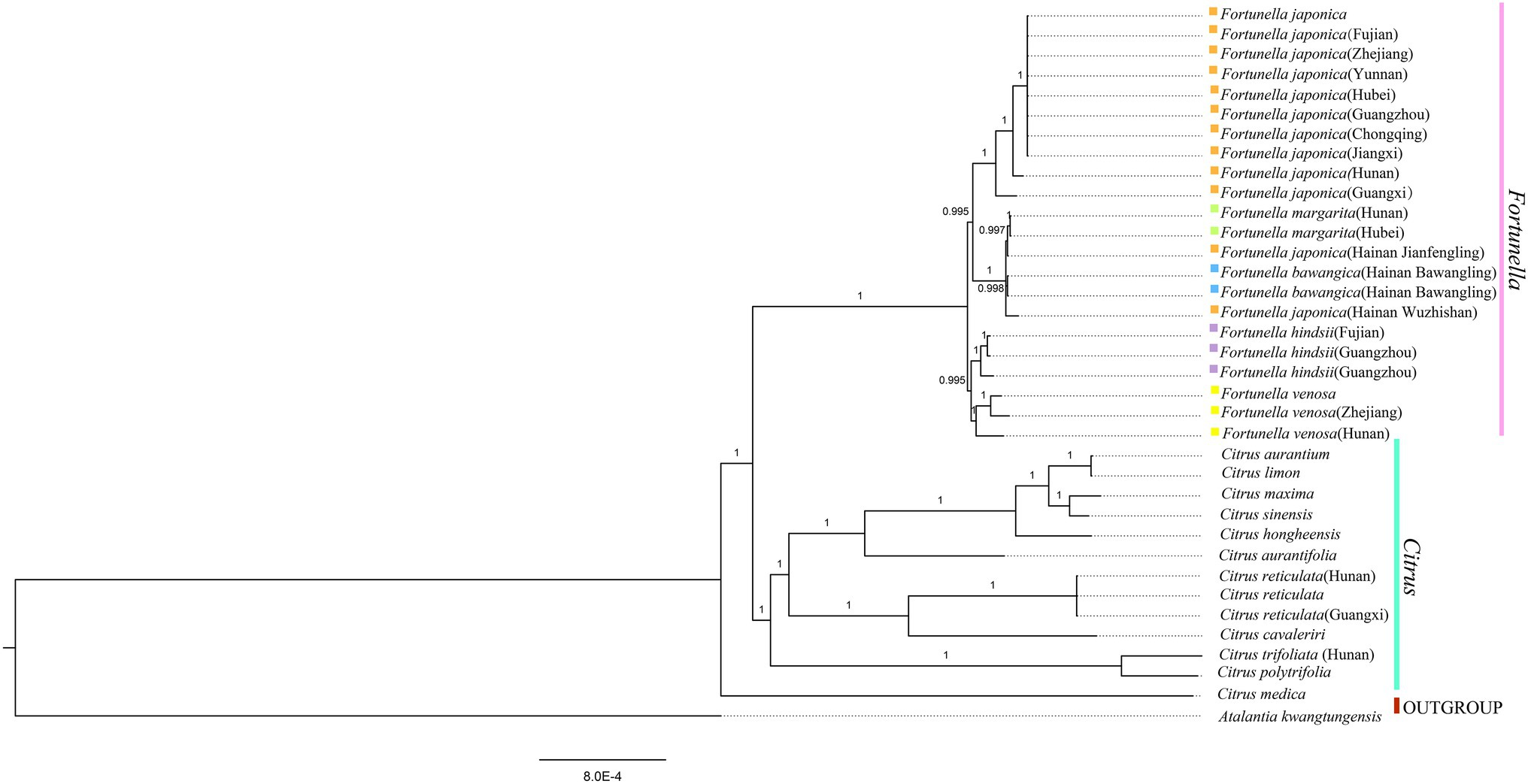
Arbre phylogénique du genre Citrus déduit de l'analyse bayésienne, les espèces de Fortunella sont indiquées avec des codes couleur (2022).

## Description

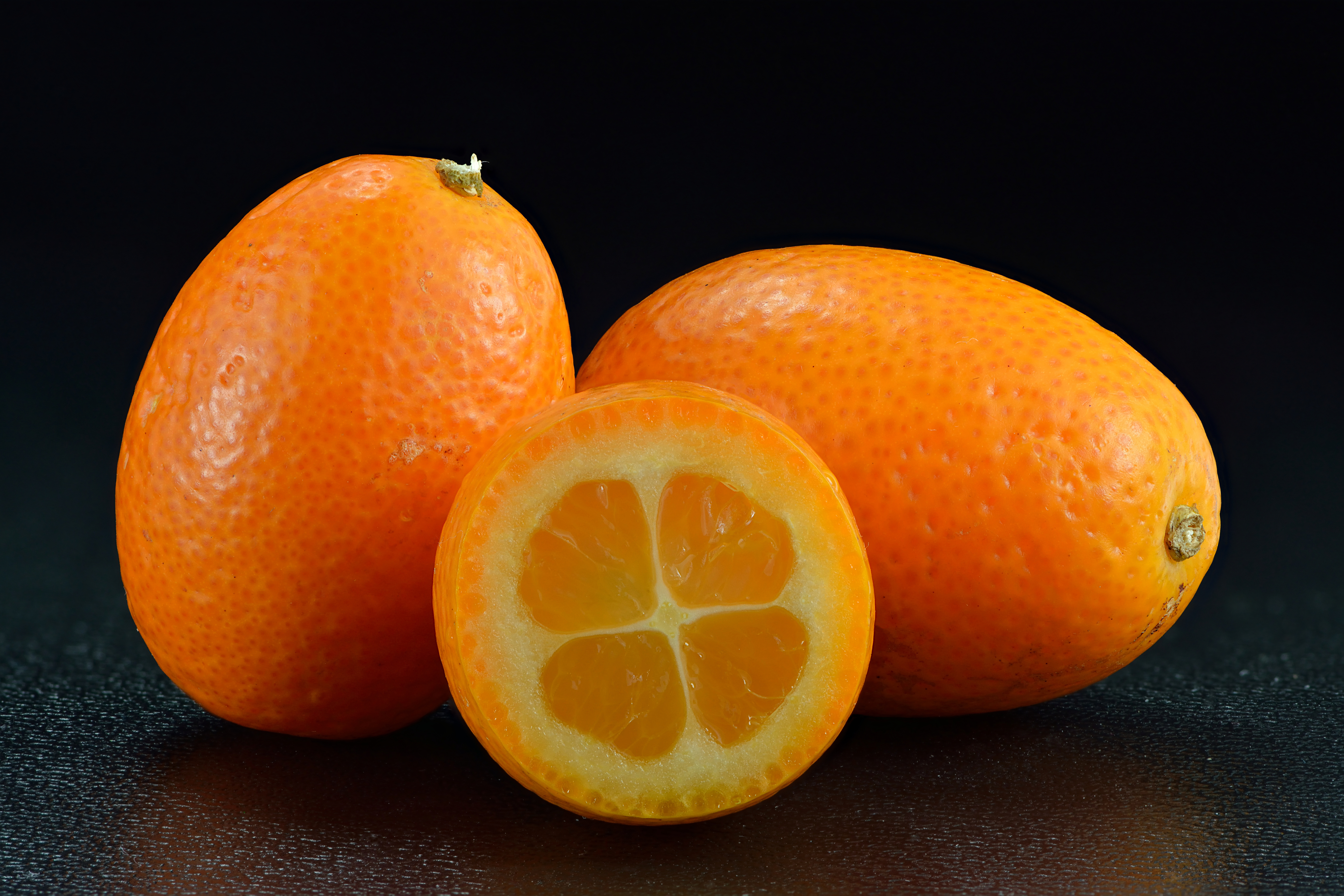

Cet arbuste à feuillage persistant et à croissance lente peut mesurer 4 m de haut. Les rameaux des kumquats cultivés sont glabres, sauf parfois d'un côté du bourgeon à la base des feuilles. Le Kumquat sauvage de Hong kong est épineux.
Ses feuilles petites sont vert foncé brillant, et la floraison d'un blanc pur, semblable aux autres fleurs d'agrumes mais plus petites, a lieu en été (juillet août, hémisphère Nord).
Les kumquats F. margarita ont un petit fruit rond et F. japonica a des fruits ovales de 2 à 5 cm de long. La peau jaune-orange plus sucrée chez F. margarita est comestible. La chair est acidulée. Il peut être consommé frais entier.
Il est très cultivé en Asie mais également en Afrique, en Amérique et autour du Bassin méditerranéen. F. margarita et F. japonica sont largement cultivées en Chine et au Japon et dans toutes les régions subtropicales, F. polyandra dans la péninsule malaise (feuilles longues et fines, longs pétioles et fruits globuleux plus gros que les précédents). F. hindsii pousse à l'état sauvage dans les montagnes du sud de la Chine ; il a des très petits fruits immangeables.

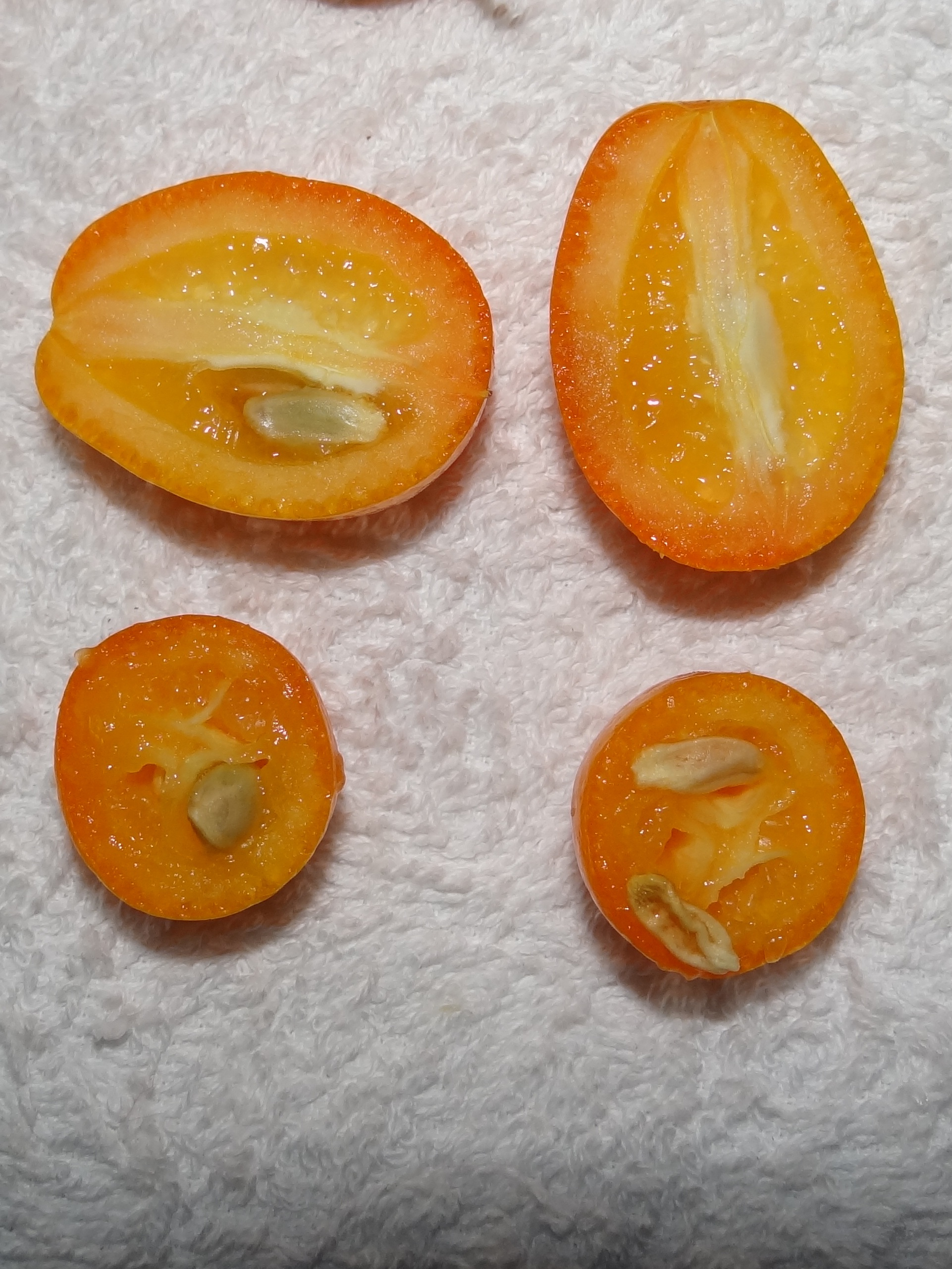
Coupes longitudinales et transversales des fruits de Kumquat.

### Espèces
Espèces répertoriées selon GRIN (4 juillet 2015), selon la classification historique :
- Fortunella hindsii (Champ. ex Benth.) Swingle - Kumquat de Hong Kong en anglais[17], Shan Jin'gan" en chinois. Le plus résistant au froid avec F. ×crassifolia. Feuille composée, avec une longueur de pétiole de 6 à 9 mm[13]. Cette plante naine présente une phase juvénile courte et des graines mono embryonnées qui en font un matériau modèle pour la recherche sur la fonction des gènes des agrumes dans les laboratoires chinois[11];
- Fortunella japonica (Thunb.) Swingle - Kumquat rond[17] ou Kumquat Marumi. Plus tolérant au froid que F. margarita ;
- Fortunella margarita (Lour.) Swingle - Kumquat Nagami (à fruit ovale 1,6 à 2,5 mm de diamètre) cultivar Nordmann seedless, Centennial Variegated à feuilles légèrement striées de jaune pâle et crème[18] ;
- Fortunella polyandra ou Citrus swinglei Burkill ex Harms, 1931 - Kumquat de Malaisie.
- Fortunella crassifolia Swingle - Kumquat Meiwa, est une espèce de kumquat[19].
- Fortunella obovata hort. ex Tanaka - Kumquat du Changshou[17], Kumquat du Jiangsu ou de Fukushu. Rameaux sans épines.

### Marques

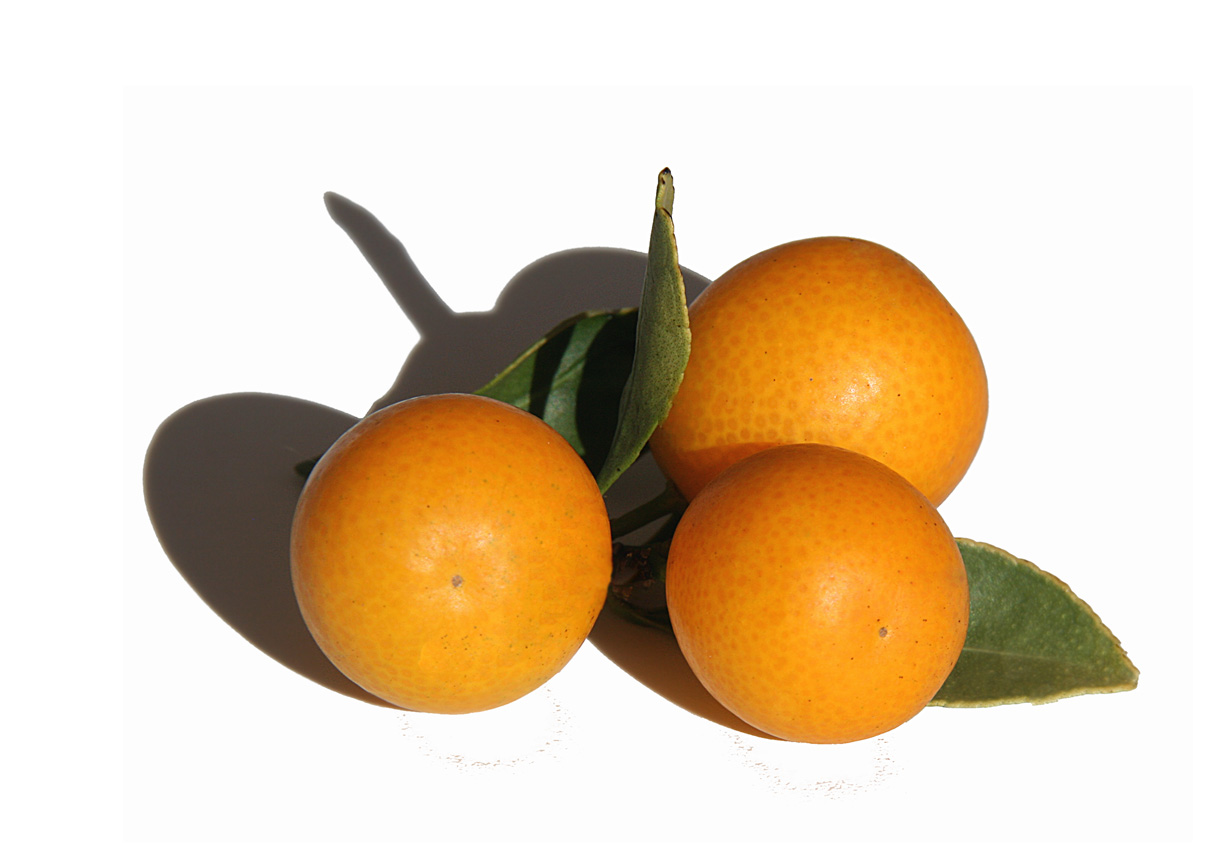
Les kumquats ronds (marumi) sont sélectionnés au Japon pour élever le niveau de sucre et protéger les producteurs par des marques.

- Les kumquats ronds (marumi) sont sélectionnés au Japon pour élever le niveau de sucre et protéger les producteurs par des marques.たまたま (Tamatama) qui signifie bonne chance est une marque de la préfecture de Miyazaki qui garantit un fruit qui a passé 7 mois sur l'arbre depuis l'anthèse, autrement dit récolté en février. Le diamètre est de 2,8 cm minimum et la teneur en sucre de 16 ° brix (c'est donc un gros fruit très sucré)[20]. たまたまエクセレント (Tamatama ekuserento) (Tamatama excellent) a une teneur en sucre de 18 ° brix[21], Les 竜玉金柑 (Ryūgyoku kinkan) kumquats boule de dragon sont une sélection de gros Tamatama de Misato. Les fermiers locaux cherchent à singulariser des kumquats plus sucrés l'un[22] plus gros l'autre[23].
- 寧波金柑 ou にんぽうきんかん (Nin bō kinkan) Ningbo, fruit de 12 à 16 g ; teneur en sucre 12 ° brix[24].

### Hybrides
Les kumquats s'hybrident facilement avec d'autres Citrus et Poncirus. Ces variétés hybrides sont regroupées dans un nothogenre (un genre hybride) nommé Citrofortunella comprenant par exemple le Calamondin (kumquat × mandarine), le limequat (kumquat × citronnier), orangequat (kumquat × oranger).

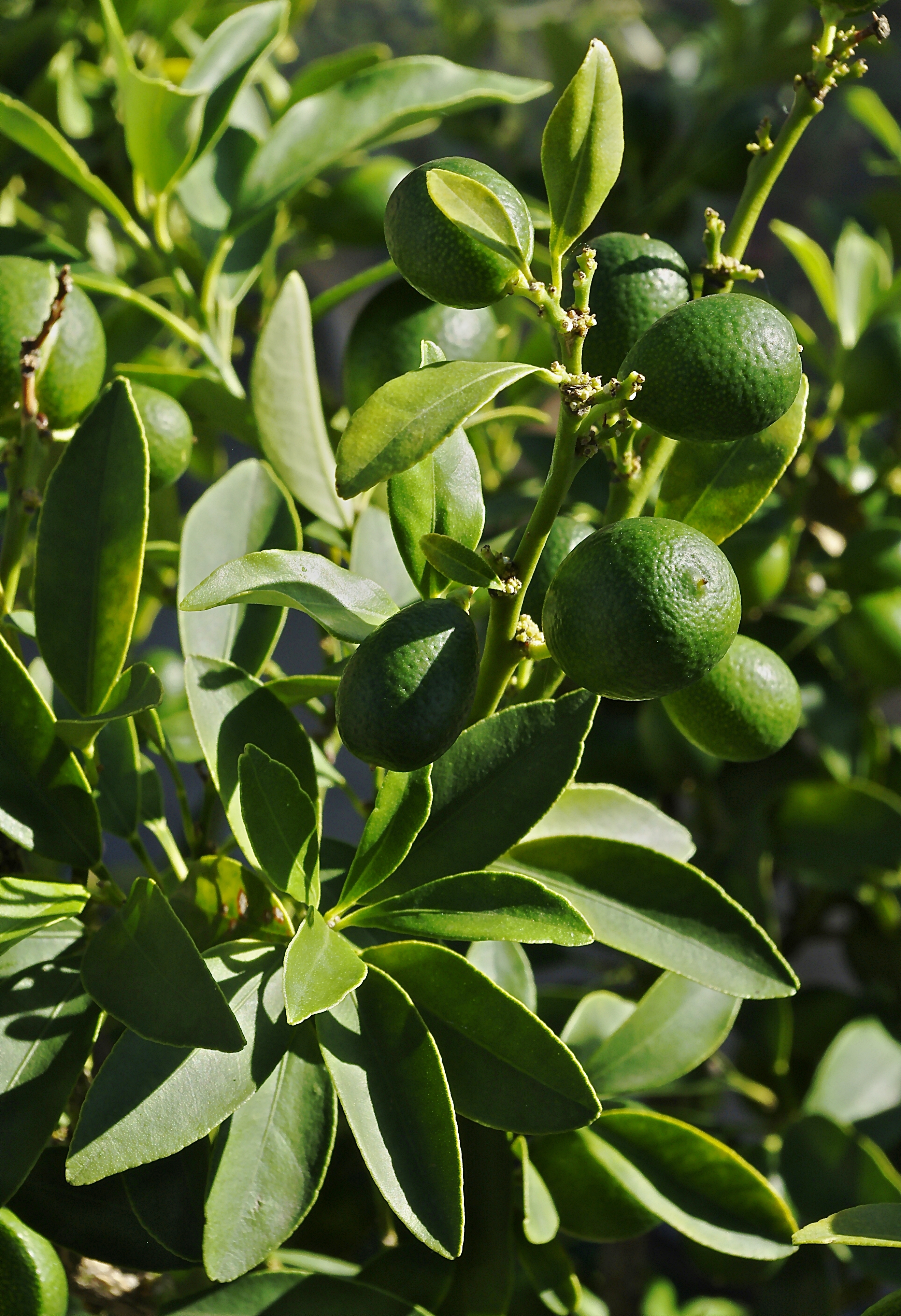
Fortunella margarita verts.

Un usage s'est établi de classer les hybrides de kumquat par taille du fruit :
Les hybrides à petits fruits (<1.5 cm de long)
- Procimequat : Limequat x Fortunella sp.
- Calamondin : Mandarine (Citrus reticulata) x kumquat (Fortunella margarita).

Les hybrides à fruits moyens (1,5 à 3,5 cm de long)
- Kuclé ou Kumquatine:  Fortunella margarita (nagami ovale) et de Citrus clementina (Clémentine). Plante glabre mais peu rustique[26].
- Limequat : Citrofortunella floridana x (Fortunella sp. × Citrus x aurantiifolia, hystrix, latifolia, limetta)
- Reale, obtention Acireale, hybride triploïde (clementine Monreal 2x x  F. hindsii 4x) à floraison continue et fructification précoce octobre, novembre[27].

Les hybrides à gros fruits (>3,5 cm de long)
- Citrangequat : Citrus x georgiana x (Fortunella sp. × (Orange × Poncirus trifoliata)),
- Faustrimequat ou Faustrime : Citrus australisaca × Limequat
- Lemonquat (en) : Citrofortunella sp. x (Fortunella sp. × Citron ('Meyer' ?))
- Mandarinquat : Fortunella sp. × Mandarine,
- Mandarinquat nippon, Orangequat : Satsuma x Fortunella crassifolia
- Orangequat : Satsuma (mandarine d'Unarshua) x Kumquat hawaïen,
- Sunquat : Clémentine x Fortunella x crassifolia ?
- Yuzuquat : Yuzu × Fortunella margarita

## Utilisation

### Plante ornementale
Les kumquats sont des symboles de chance en Asie. Largement cultivés dans les jardins et les parcs, ils sont  offerts couverts de fruits à maturité pour le nouvel an lunaire. On en fait aussi des bonsai.

### Alimentation
Les plus commercialisés sont les F. margarita et japonica. Leur chair est douce et acidulée. Le kumquat est souvent cuit entier en compote ou confit. Il est également utilisé en pâtisserie et en cuisine, incorporé dans de la farce ou des sauces aigres-douces. Il est particulièrement apprécié séché ou confit dans divers pays d'Asie, en guise de friandise, d'ingrédient dans des plats locaux ou de décoration. On en fait aussi du beurre et des huiles.
La liqueur de kumquat est une spécialité de Corfou qui en produit une centaine de tonnes de fruits par an. Nicole Tonelli et François Gallouin remplacent l'orange et le vin par des kumquats et du Porto dans leurs pruneaux et ajoutent que ces agrumes accompagnent bien le gibier et le poisson.
Un vinaigre de kumquat, utilisé dans les cuissons au Viêt-Nam, est produit dans le Tessin.

#### Valeur nutritive
| Kumquat cru (valeur nutritive pour 100 g) |                          |                          |                              |
| eau : 80,85 g                             | cendres totales : 0,52 g | fibres : 6,5 g           | valeur énergétique : 71 kcal |
| protéines : 1,88 g                        | lipides : 0,86 g         | glucides : 15,90 g       | sucres simples : 9,36 g      |
| oligo-éléments                            |                          |                          |                              |
| calcium : 62 mg                           | fer : 0,86 mg            | magnésium : 20 mg        | phosphore : 19 mg            |
| potassium : 186 mg                        | cuivre : 0,095 mg        | sodium : 10 mg           | zinc : 0,17 mg               |
| vitamines                                 |                          |                          |                              |
| vitamine C : 43,9 mg                      | vitamine B1 : 0,037 mg   | vitamine B2 : 0,090 mg   | vitamine B3 : 0,429 mg       |
| vitamine B5 : 0,208 mg                    | vitamine B6 : 0,036 mg   | vitamine B9 : 0 µg       | vitamine B12 : 0,00 µg       |
| vitamine A : 290 UI                       | rétinol : 0 µg           | vitamine E : 0,15 µg     | vitamine K : 0,0 µg          |
| acides gras                               |                          |                          |                              |
| saturés : 0,103 g                         | mono-insaturés : 0,154 g | poly-insaturés : 0,171 g | cholestérol : 0 mg           |

### Pharmacopée - santé
En ethnomédecine la plante est antiphlogistique carminative, stimulante et le fruit traditionnellement antitussif et expectorant, cuit à la vapeur avec du sucre, traite les maux de gorge au Viêt-Nam. Au Japon les fruits immatures récoltés en octobre-novembre et hachés entiers sont bouillis dans du sucre, ce qui donne une marmelade utilisée pour traiter la fièvre, la toux et le rhume.
Les recherches actuelles ont permis à Clarice Silva de Souza et al. (2020) d'écrire que «la consommation du  kumquat est une bonne alternative à le prise de compléments riches en nutriments et de composés bioactifs, [ ] le kumquat est une bonne source de fibres et de vitamine A, et en raison de sa capacité antioxydante et de la présence d'autres nutriments essentiels et bénéfiques  [ ]  ce fruit est une alternative alimentaire viable, et sa consommation doit être encouragée». Les publications chinoises indiquent un fort potentiel de développement et d'applications.

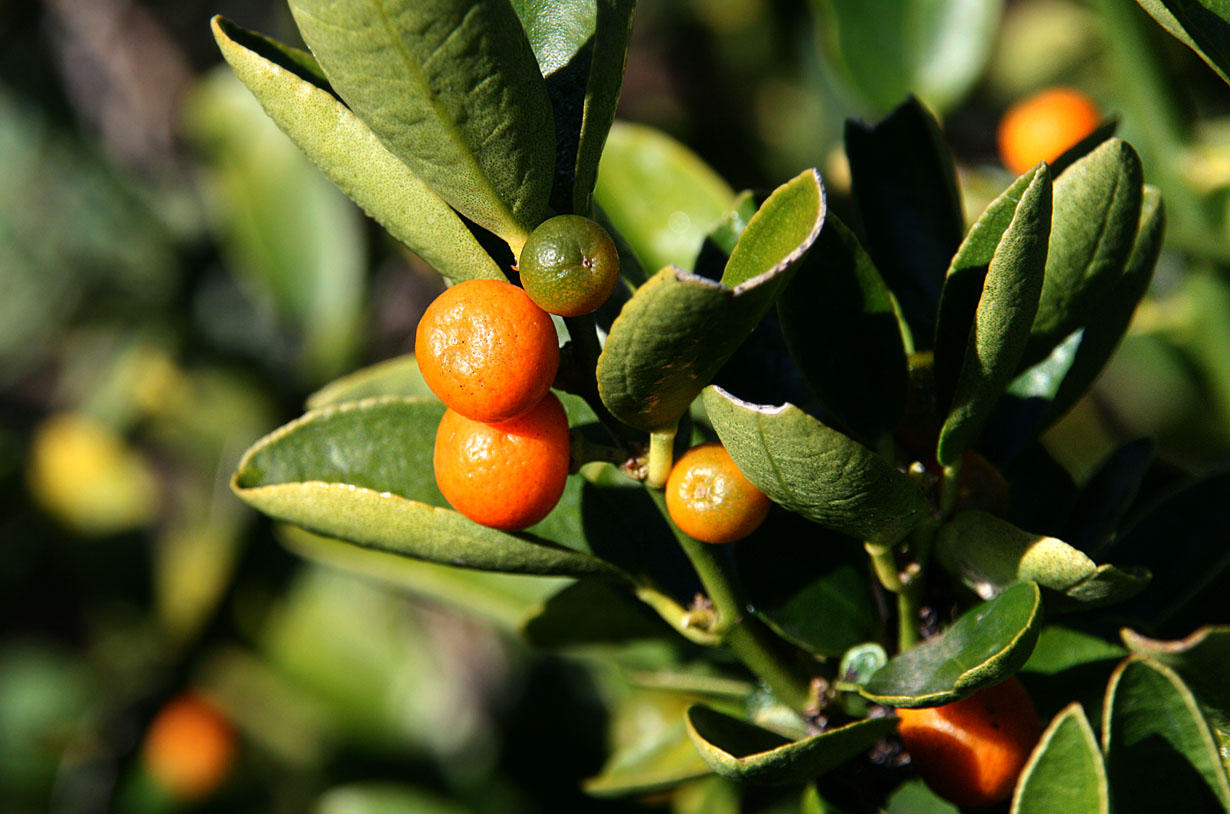
Kumquat sauvage de Hong Kong, petit buisson, petites feuilles, couvert de petits fruits pratiquement immangeables. Il est naturellement triploïde. La forme (Golden Bean) est diploïde.

#### Des composés anti-oxydants puissants et différents des autresCitrus
En 1958 une flavone, la fortunelline (acacétine-7-O-néohespéridoside), a été isolée chez le kumquat. Elle a une activité antibactérienne contre la protéase du VIH-1. Les extraits de peau ont un effet hypotenseur sur la pression artérielle. Les C-glycosides de flavonoïde sont les composés phénoliques dominants dans le kumquat mûr - la peau étant plus riche que la pulpe - principalement par ordre de teneur la narirutine, la rhoifoline, le kaempférol, la lutéoline, la poncirine (inhibant l'adipogenèse, protectrice dans les maladies gastriques et anti-inflammatoire), l'hespéridine, la néoponcirine, l'ériocitrine et la quercétine qui ont un potentiel antioxydant plus élevé que les flavonoïdes O-glycosylés et les aglycones correspondants. Les mécanismes de synthèse de ces flavones ont été décrits en 2022.
L'activité anti-oxydante du jus et de la peau est importante et augmentée par le séchage à chaud. L'activité anti-microbienne a été démontrée contre B. cereus CMI de 25 mg/mL, Listeria monocytogenes (12,5 mg/mL) et Staphylococcus aureus (25 mg/mL). Enfin, une activité inhibitrice de la tyrosinase lui permet de supprimer l'hyperpigmentation indésirable de la peau humaine et le brunissement enzymatique des fruits. L'extrait de F. margarita (100 mg/mL)  présente une forte inhibition des cellules du cancer de la prostate humaine. Une action anti obésité est également avancée.

Un kumquat dans l'Encyclopédie chinoise (début XVIIIe siècle)

## Culture
La rusticité (échelle USDA) du kumquat ovale, nagami le plus fréquent, est de 8 b à 11 soit pour une culture exposée au soleil ( 6 à 7 h de soleil par jour au minimum) à l'extérieur des gels de −9,4 °C (15 °F) à subtropical. Mais ils préfèrent des températures ne descendant pas en dessous de 4 à 10 °C. Au Japon ils sont cultivés dans les régions chaudes Wakayama, Kochi, Miyazaki et Kagoshima. Le climat méditerranéen chaud est adapté, notamment le long de la Côte d'Azur. On le trouve également sur les marchés à La Réunion. Le sol doit être drainant en pleine terre ou en pot. Israël est le premier producteur de Nagami pour le marché européen.
Les kumquats sont reproduits par greffe (sur Poncirus trifoliata) ou par bouture, rarement de semences.
Les kumquat sont sensibles à la carence en zinc qui provoque des petites feuilles et un entre-nœuds court. La croissance du kumquat est lente. La variété nagami (ovale) peut atteindre 2 à 4 m de haut, la ronde (marumi) 2,5 m et Meiwa 1,2 à 2,4 m.
Dans l'ouvrage japonais Conseils pour cultiver et tailler des arbres fruitiers (2017) il est conseillé un taille d'égalisation de la canopée en boule sur un tronc court et il est recommandé d'éclaircir les fruits les années de forte production.

## Huile essentielle

### Extraction
Giovanni Dugo (2010) rappelle que la petite taille du fruit rend l'extraction difficile. Le prétraitement par ultrasons et du prétraitement par micro-ondes (300 W et 10 min) diminuent le temps d'extraction, augmentent le rendement et l'activité de piégeage des radicaux DPPH. L'extraction sous vide assistée par ultrasons améliore l'activité antioxydante (2022).

### Composition
Clara Quijano et Jorge Pino identifient (2009) : 
- l'huile  essentielle de feuille 106 composés, majoritairement des sesquiterpènes dont γ-eudesmol[52] (19 %), l'élémol[53] (18,8 %) et le β-eudesmol[54] (12,4 %), le germacrène D (8,9 %), le β-pinène (8,3 %) et le linalol (8,2 %)[55]. Une publication turque (2025) donne élémol (13,2 à 14,8 %), ß-eudesmol (9,3 à 11 %), α-guaiol (8,5 à 10,8 %), spathulénol (8,1 à 10,5 %) et alismol (6,5 à 7,9 %)[56]. γ-eudesmol et  β-eudesmol sont signalés dans le houblon.
- l'huile essentielle du kumquat marumi round le limonène 77 % le myrcène, le germacrène D et le linalol[55]. Hyang-Sook Choi (2005) travaillait sur une H.E. extraite par pression à froid, il avait obtenu  limonène 94 %, myrcène 2 %, et acetate d' ethyle 1 %  et les aromatiques volatils suivants:  camphène, terpinène-4-ol, formiate de citronellyle[57] et l'acétate de citronellyle (fruité vert présent dans le géranium et la rose[58]) ces deux derniers étant caractéristiques du parfum l'huile essentielle de kumquat[59]. En 2019, Xiaofeng Liu et al. montrent que la composition et le volume des poches à huile essentielle évoluent avec la maturité de fruit, le limonène est donné dans la fourchette 67,5 à 73 %, suivi du myrcène (4 à 5 %), du germacrène-D (2 à 3 %), du linalol (0,5 à 2,6 %) et du γ-élémène (1,8 à 2,1 %)[60]. Les principaux sesquiterpènes dont l'H.E. est «exceptionnellement riche» écrit T.K. Lim (2012) sont l'α-bergamotene, le caryophyllène (comme le macroptère de Mélanésie) et l'α-humulène[61]. Les lipides, acides gras et profils volatils des H.E. de fruits varient en fonction des variétés de kumquat[62].

Un travail déjà ancien (1994) reste une référence; Y. Katayama et al. donnent l'analyse comparative de 6 variétés de kumquats (feuille et fruit). Il met en évidence la singularité des H.E. de F. ×obovata et de F. polyandra (H.E. rares sur le marché mondial) et les petites nuances chez les kumquats de Hong-Kong (C. hindsii) diploïdes et tétraploïdes.

### Utilisation

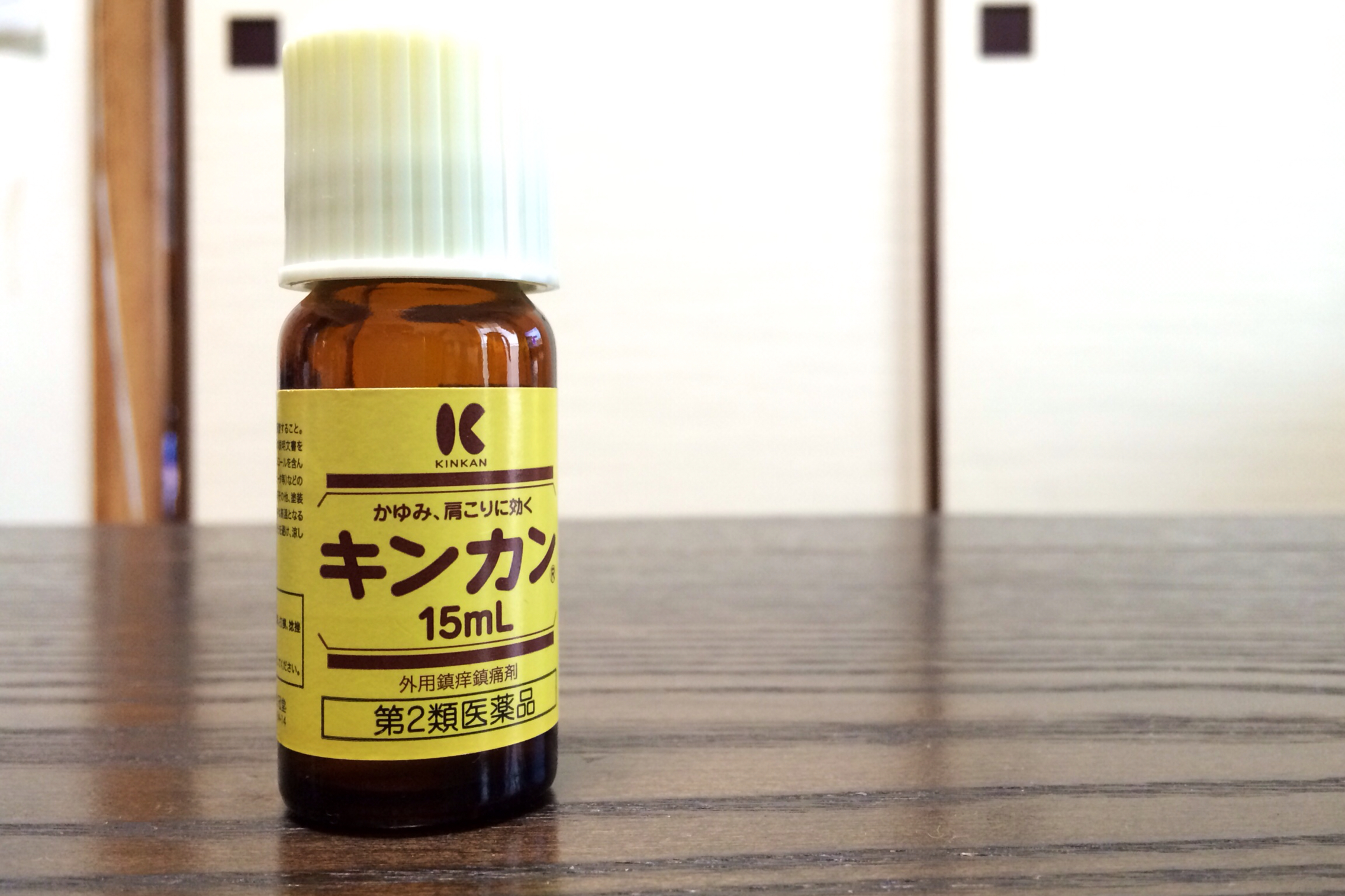
Kinkan ou kumquat, solution appliquée sur les douleurs ou les piqures au Japon

L'huile essentielle est utilisée dans la pharmacie, la parfumerie et la cosmétique, et l'alimentaire.
Dans la mouvance des publications sur les bienfaits du fruit pour la santé, et à la suite de la publication largement citée de Yong-Wei Wang et al. (2012), les recherches se multiplient sur l'activité antimicrobienne «puissante» de l'huile essentielle de péricarpe de kumquat. Noura S. Dosoky et al. (2018) lui donnent des effets antibactériens contre Escherichia coli, Staphylococcus aureus, Bacillus cereus, Bacillus subtilis, Bacillus laterosporus, Salmonella typhimurium et Lactobacillus bulgaricus (ainsi que des effets antifongiques contre Candida albicans). L'H.E. extraite par hydrodistillation a - in vitro - des propriétés antidiabétiques (sur des levures), anti-inflammatoires, antioxydantes (2022). In vitro encore, l'HE diminue la prolifération et accélère l'apoptose des cellules de fibrosarcome, d'adénocarcinome cervical et fibroblastes humains.

#### Parfumerie
Le parfum de kumquat est qualifié d'énergisant par Mary Firestone (2022). Il est frais, citronné, fruité, avec une note verte (aldéhydes) dans la description Givaudan, vif, citronné et frais évoquant le zeste de fruit dans la description Firmenich. C'est le parfumeur créateur Gérard Anthony qui eut l'idée en 2003 d'associer le parfum de kumquat à des notes végétales ou aquatiques pour de nombreux succès en parfumerie.

## Anthologie
- SAM. Henry Berthoud. La Patrie, 5 juillet 1870. La semaine scientifique. Article de presse qui décrit l'introduction de kumquats chinois au Muséum d'Histoire Naturelle de Paris[73]

« À côté de ces arbres singuliers feraient certainement bonne figure des orangers nains, semblables à ceux que le docteur Martin vient d’envoyer, au nombre de quatre, de Pékin au Jardin d’acclimatation de Paris, et que les horticulteurs du Céleste-Empire cultivent dans leurs serres-chaudes. Au sud, les Chinois appellent deux espèces de ces orangers kumquat, et au nord kin-leu, et le botaniste Bunge les classe parmi les Citrus microcarpa; leurs fruits, qui ne dépassent guère la grosseur d’une cerise, servent aux Chinois à fabriquer des confitures exquises. 
Les autres, qu’on nomme teint-sao, donnent des fruits oblongs à peu près de la forme et de la grosseur du fruit du jujube. »

- J. Brichet. L'Afrique du Nord agricole, 6 avril 1929 (p 3 et 4)[74]. En 1929, le kumquat est devenu un fruitier cultivé pour la production de fruits sous l'impulsion du docteur Trabut.

« Les kumquats sont de petits arbustes généralement très fruitifères. On en cultive deux ou trois variétés :
1° Le Nagami, à fruits oblongs, à peau épaisse, à pulpe fortement acidulée, qu'il convient de considérer plutôt comme une variété ornementale.
2° Le Marumi, à fruits presque ronds dont la pulpe aussi bien que la peau sont très douces, ce qui les fait rechercher pour la confiserie et la consommation au naturel.
3° Le Omi-kinkan à fruits plus gros que le précédent également très recherchés.
La culture de cette nouvelle espèce fruitière ne présente aucune difficulté. Etant données les dimensions naturellement réduites des kumquats adultes, qui atteignent difficilement 3 mètres de hauteur, la distance entre les arbres en plantation ne sera jamais supérieure à 3 mètres. Ces arbustes ont leur place tout indiquée en bordure des carrés d'orangers on de mandariniers dont ils utilisent la marge en rehaussant l'esthétique générale du verger. »